# Luc Misson
Luc Misson (Vielsalm, 24 december 1952 – Luik, 7 augustus 2025) was een Belgisch advocaat.

## Biografie
Luc Misson werd geboren in de Luxemburgse gemeente Vielsalm. Hij studeerde Grieks-Latijn in het secundair onderwijs en rechten aan de Université catholique de Louvain (UCL). In 1975 behaalde hij zijn diploma en ging hij in Luik aan de slag als jurist. Misson is gespecialiseerd in Europees recht en de rechten van de mens en was als advocaat betrokken bij enkele opmerkelijke rechtszaken in de voetbalwereld. Zo verdedigde hij in 1995 Jean-Marc Bosman, een voetballer die einde contract was maar wiens oude club alsnog een transfersom eiste van zijn nieuwe werkgever. Door de hoge som die zijn ex-club vroeg, werd zijn transfer verhinderd. Het Europese Hof van Justitie stelde Bosman in het gelijk. Sinds het zogenoemde Bosman-arrest kunnen clubs geen transfersom meer vragen voor een speler die einde contract is. In 2014 verdedigde Misson ook voetballer Mohamed Dahmane, die weigerde om een hoge verbrekingsvergoeding te betalen nadat hij in 2008 zijn contract had verbroken. Het arbeidshof in Hasselt oordeelde dat de maximale verbrekingsvergoeding van een betaalde sporter geen 36 maanden loon meer mag zijn. In zowel de zaak Bosman als de zaak Dahmane stelde Misson dat het vrije verkeer van werknemers belemmerd werd.
Misson overleed op 7 augustus op 72-jarige leeftijd.